# Erik Ingelstam
Erik Paul Gerhard Ingelstam, född 15 juli 1909 i Tidaholm, död 10 juli 1988, var en svensk fysiker. 
Ingelstam disputerade 1937 vid Uppsala universitet. Han blev docent i fysik vid Uppsala universitet samma år, vid Chalmers tekniska högskola 1939, vid Kungliga Tekniska högskolan 1944–1956 och biträdande lärare där 1946–1956. Han var yrkesskoldirektör i Stockholm och rektor 1945–1946, lektor på högre tekniska läroverket i Stockholm 1942–1945 och 1947–1956, professor i fysik II vid Kungliga Tekniska högskolan 1956–1976 och chef för Mätcentrum vid Statens provningsanstalt 1972–1976. Han blev ledamot av Kungliga Ingenjörsvetenskapsakademien 1962 och av Kungliga Vetenskapsakademien 1967.

## Elfyma och Tefyma
Bland Ingelstams publikationer kan nämnas tabell- och formelsamlingen Elfyma ("elektroteknik, fysik, matematik"), som utkom i en första upplaga 1952 skriven av Ingelstam och Stig Sjöberg, och som från 1971 ersattes av TEFYMA ("teknisk fysik, fysik och matematik"), där även Rolf Rönngren tillkom som medförfattare. TEFYMA utkom senast 2009 i en ny upplaga.